# トーマス・G・モリス
トーマス・ゲイル・モリス（英語: Thomas Gayle Morris、1919年8月20日– 2016年3月4日）は、アメリカ合衆国の政治家。連邦下院議員、ニューメキシコ州下院議員。所属政党は民主党。

## 概要
1919年8月20日、テキサス州イーストランド郡カーボンで生まれた。1937年11月12日から1944年3月22日までアメリカ海軍に入隊。1948年にニューメキシコ大学を卒業後、1953年から1958年までニューメキシコ州下院議員を務めた。
1958年、モリスは定数2のニューメキシコ州全州選挙区から民主党候補として連邦下院議員選挙に出馬。115,928票（得票率：30.1%）を得て、民主党現職のジョーゼフ・モントーヤに次いで第2位で当選を果たした。1968年選挙ではニューメキシコ全州選挙区が廃止され、州内に2つの選挙区が新設された。モリスは州北東部を区域とするニューメキシコ州1区から出馬したが、共和党のマニュエル・ルハン・ジュニアに1万票以上の差で敗れた。1969年に任期満了により議員を辞職した。
1972年には上院議員選挙に出馬したが、民主党予備選で22,849票（得票率：14.9%）にとどまり、全体4位で落選した。落選後はバンクセキュリティーズ（Bank Securities, Inc）に勤め、副社長まで上り詰めた。2016年3月4日、テキサス州ポッター郡アマリロで亡くなった。